# アナ・カロリナ・レストン
アナ・カロリナ・レストン・マカン（Ana Carolina Reston Macan, 1985年6月4日 - 2006年11月15日）は、1990年代から2000年代に掛けて活動した、ブラジルサンパウロ州ジュンジャイ(Jundiaí)出身のファッションモデルである。

## 略歴
サンパウロ州のイタリア系／イギリス系ブラジル人の中流家庭に生まれ、13歳で地元の美人コンテストに優勝したことをきっかけにモデルの仕事を開始。
サンパウロのフォード・モデルズやブラジルのエリート・モデル・マネジメントに所属し、アルマーニやヴェルサーチの広告、更にはコレクションをはじめとする有名デザイナーらのファッションショーに出演するなどしつつ、イタリアとフランスを始めとする欧州諸国を中心に活動していたが、やがて仕事の幅が広がったことでトルコ、メキシコ、中国、日本と世界各国に赴くこととなった。
トルコとメキシコでの仕事を終え、中国に滞在することになったのが2004年のことであった。その時、彼女は周囲の人から自分が「とても太っている」という批判を感じたという。レストンを見るなりはっきりと「あんた太ってるよ」(You're fat)と言ってきた男性スタッフらもいた。 過激なダイエットが始まったのはこの頃であったと言われている。いつしかそうした国々での仕事を終えたレストンは、結果的に生涯最後の滞在先となった日本へと向かった。

## 死
「日本から帰ってきた直後の彼女を見て、どこか様子がおかしいことに気付きました。何かがおかしかった。」
彼女の母は彼女が亡くなった後のエスタード・デ・サンパウロ紙のインタビューにこのように答え、日本に行かせた事は間違っていたかも知れないと語った。何故なら、帰国したレストンは異様なほどに痩せてしまっており、彼女に母は「もっと何か食べなさい」と言ったが、彼女の返事は「私と争おうとしないで。お母さん、私はなにも間違ってない。私は元気。」であったという。 しかし、ダイエットの為にレストンはトマトとリンゴしか食べていなかった。彼女のいとこ・ダニグリマルディによると、彼女は摂食障害で、嘔吐して更に下剤を飲んでいたという。
2006年10月25日、腎臓の疾患によりサンパウロ市内の病院（Servidor Publico Hospital）に入院。懸命の治療を続けていたが、感染症を併発して容体はさらに悪化し、2006年11月15日に21歳で死去。神経性無食欲症（拒食症）による栄養失調が原因で174cmの身長に対し、死亡時の体重は40kg、肥満度を示すBMIの数値は僅か13.4しかなかった。

## 波紋
レストンの死は西洋諸地域における『痩せ過ぎモデル』についての論争を過熱化させる結果となった。これを直接の原因として、スペインとイタリアの政府はBMIが18に満たないモデルのファッションショーへの出場を公式に禁止。 米国、フランスおよびイギリスにあっては、規制ではなく啓蒙という形でこの問題に取り組んでゆくとの発表が行われた。

## 日本滞在時の話
死亡当時に収集された情報のなかに、Diário do Povo紙に寄せられた、レストンの親友であった人物が語った、日本滞在時のレストンについての秘話がある。
レストンが日本で仕事を始めてしばらくの時を経てから、レストンは、そのエージェンシーの場において、2人の10代前半の日本人少女（ともにモデル）と知り合った。レストンが「日本の南のほうの島から来たということをお互いに不慣れな英語で私に教えてくれた、幼い年齢なのに理想的なシェイプを持った綺麗な女の子たちだった」と語っていたその娘らは、レストンと会うたびに、レストンに対して日本語で話しかけてきた。
娘たちが何を言っているのかは理解に及ばないながらも、孤独の状態にあり、その様子を見ているだけで癒されたレストンは、自身のモデル業からの収入はすずめの涙ほどであったため、自身の貯金を下ろして幾度か彼女たちに高価なプレゼントを与えるなどした。
ある日レストンは、仕事をともにしたアウタースタイリストの女性に対して、その娘たちがしばしばレストンに投げ掛けてきていた、ある日本語の単語の意味を尋ねた。スタイリストから返答を得たのちに、その言葉の意味を知るに至り、全てを悟ったレストンは、やがて帰国を決意した。それは肥満に関連した非常に侮蔑的な言葉であったのだという。
「何かに取り憑かれたように帰国の用意をしていた」とそう証言した情報提供者自身も、日本でモデルの仕事をしていたときに、彼女を含む外国人モデルたちの報酬の安さを馬鹿にされるだけでなく、まさにレストンと同様に、身体のことを酷く馬鹿にされるという事態を日常的に経験していたため、レストンに対して深く共感したのであったという。
レストンについては、日本でも2007年8月24日放送「サイエンススペシャル・人類と食のミステリー・それでも食べずにいられない!!」（フジテレビ）で紹介された。